# Carl Modemann
Carl Modemann (auch Karl Modemann, * 17. Mai 1900 in Köln; † 21. Februar 1984 in Rott) war ein deutscher Ingenieur, Landrat und Direktor der Kreiswerke Bergheim.

## Leben
Er wuchs als Sohn des Juweliers Hermann-Josef Modemann und dessen Frau Elisabeth, geb. Kemmerling, in Köln auf. 1918 bis 1926 studierte er Maschinenbau zunächst an der Technischen Hochschule Aachen und war dort Mitglied des katholischen Studentenvereins Carolingia im KV. 1926 promovierte an der Technischen Hochschule Hannover mit einer Arbeit zum Gütertransportwesen bei der Eisenbahn. Im Folgejahr heiratete er in Aachen Marta Giani, eine Enkelin Caspar Gianis, mit der er fünf Kinder bekam.
Es folgte eine Tätigkeit als Ingenieur bei der Friedrich Krupp AG in Essen. In dieser Funktion beantragte er zusammen mit Friedrich Koch im April und Mai 1941 zwei Patente im Bereich der Umformtechnik, die 1953 veröffentlicht wurden. Mit der Zerstörung weiter Teile des Betriebsgeländes durch die Luftangriffe auf das Ruhrgebiet endete die Tätigkeit Modemanns bei Krupp.
Während der letzten Kriegsmonate zog Modemann mit seiner Familie nach Bedburg zu Verwandten mütterlicherseits. Dort ernannte ihn die amerikanische Militärregierung im April 1945 zum Landrat des Kreises Bergheim (Erft). Im Oktober 1946 wurde er in dieser Funktion bei den ersten Kreistagswahlen  durch den Christdemokraten Johannes Even abgelöst. Modemann wurde Oberkreisdirektor und war danach Direktor des später von der RWE übernommenen lokalen Energie- und Wasserversorgers „Kreiswerke Bergheim“ bis zu seiner Pensionierung 1965.
Modemann starb 1984 im Alter von 83 Jahren. Die Familiengrabstätte befindet sich auf dem Kölner Melaten-Friedhof.

## Schriften
- Die Be- und Entladung gedeckter Eisenbahnwagen mit Stückgut, Diss. an der Technischen Hochschule Hannover, Verlag Bonn, 40 S. und 8 Tabellen, Hannover 1926

## Schriftquellen (chron.)
- Vermählungsanzeige im Aachener Anzeiger/Politisches Tageblatt, 49 (23. September 1927) 443
- Heinrich Schläger, Kreiswerke Bergheim-Erft, 1905 bis 1955,  Bergheim 1955 (zu Modemann als Direktor der Kreiswerke)
- Totenzettel Carl Modemann, Rott 1984, online
- Dieter Kempkens: Die Geschichte des Vereins für Heimatkunde des Kreises Bergheim 1929-1993, in Geschichte in Bergheim 21, 2012, S. 157–200, hier S. 173–176: (zu Modemann als Landrat 1945–1946, dann als Oberkreisdirektor).